# Anna Boleyn (1920)
Anna Boleyn ist ein deutscher Historienfilm in sechs Akten von Ernst Lubitsch aus dem Jahr 1920. Er gestaltet die Geschichte der zweiten Ehe des Königs Heinrich VIII. von England mit Anne Boleyn.

## Handlung
Anna Boleyn kehrt nach Jahren per Schiff von Frankreich in ihr Heimatland England zurück. Sie wohnt bei ihrem Onkel, dem Herzog von Norfolk, und trifft hier auch ihre Jugendliebe Heinrich Norris wieder, der inzwischen als Ritter in Diensten des Königs Heinrich VIII. steht. Der verbringt seine Tage lieber bei Gelagen mit seinen Männern, als mit seiner Ehefrau Katharina. Beim Namenstag der Königin soll Anna Boleyn ihr vorgestellt werden, will sie doch eine der Hofdamen werden. Da der König nicht erscheint, weigert sich Katharina, Gäste zu empfangen. Der Herzog von Norfolk geleitet seine Nichte aus dem Königinnengemach, als der König sich kurzfristig ankündigt – beim eiligen Schließen der Tür wird Anna Boleyns Kleid eingeklemmt, sodass der König sie befreien muss und sich prompt in die junge Frau verliebt.
Anna Boleyn wird Hofdame der Königin und von den Avancen des Königs verfolgt. Ihr Herz gehört zwar Heinrich Norris, doch der glaubt, dass Anna den König liebt, der ihr tatsächlich die Krone Englands anbietet. Er lässt sich von seiner Frau Katharina scheiden, weil die ihm keinen männlichen Thronerben geboren hat, und da der Papst sein Einverständnis dafür nicht geben will, sagt er sich kurzentschlossen vom Papst los und legt den Grundstein für die Anglikanische Gemeinschaft. Er heiratet trotz Widerstands in der Bevölkerung Anna Boleyn, die kurz zuvor noch die Liebesschwüre Heinrich Norris’ abgewiesen hat, da sie nun zu spät kommen. Sie liebt ihn zwar immer noch, ist jedoch dem König treu. Als der König während eines Frühlingsfestes verschwindet und sich heimlich mit einer jungen Frau vergnügt, sucht der Hofstaat nach ihm. Dabei treffen Anna Boleyn und Heinrich Norris im Wald aufeinander und sie weist seine Liebesschwüre ab. Der diabolische Hofdichter Marc Smeton sieht ihn von Anna Boleyn kommen und will sich ihr, wie er meint ebenfalls, nähern, doch sie fällt vor Entsetzen in Ohnmacht. Heinrich VIII. kehrt reumütig zu seiner Frau zurück, die schwanger ist.
Trotz hoher Erwartungen bringt Anna Boleyn nicht den gewünschten Thronerben, sondern ein Mädchen zur Welt, das Elisabeth genannt wird. Heinrich VIII. hat nun jegliches Interesse an seiner Frau verloren und findet in Anna Boleyns Hofdame Johanna Seymour eine neue Geliebte. Obwohl Anna Boleyn um Heinrich VIII. kämpft, verliert sie ihn. Marc Smeton stellt sie in einem Gedicht als Ehebrecherin dar und Heinrich Norris als ihren heimlichen Geliebten. Er wird zwar auf Betreiben des Herzogs von Norfolk gefangen genommen, doch soll auch Heinrich Norris bei einem Turnier seine Ehre retten. Er wird schwer verletzt und die emotionale Reaktion Anna Boleyns lässt Heinrich VIII. nicht an ihrer Schuld zweifeln. Anna Boleyn wird gefangen genommen. Bei der Gerichtsverhandlung sagt Marc Smeton gegen sie aus, doch antwortet sie, er wolle sich nur an ihr rächen, weil sie seine Avancen abgewiesen habe. Smeton wird daraufhin gefoltert und „gesteht“, dass er ein Verhältnis mit Anna Boleyn gehabt habe. Er wird gehängt, und auch Anna Boleyn wird auf Geheiß Heinrichs VIII. hingerichtet.

## Produktion
Die Bauten und Dekorationen stammten von Kurt Richter und Ferdinand Bellan. Für die Requisite war Hans Poelzig verantwortlich, die Kostüme stammten von Ali Hubert.
Der Film wurde vom 20. Juli bis 25. Oktober 1920 gedreht. Drehorte waren für die Innenaufnahmen die Ufa-Messter- und Ufa-Union-Ateliers in Berlin-Tempelhof. Hier wurde unter anderem die Westminster Abbey mit Altar, Chorgestühl und Apsis nachgebaut, es entstanden ein altenglisches Viertel, ein Turnierplatz und eine Einzugsstraße vom Stadttor zur Abtei. Die Außenaufnahmen entstanden auf dem Ufa-Freigelände Berlin-Tempelhof und am Liepnitzsee bei Wandlitz. Insgesamt nahmen am Dreh mehr als 4000 Komparsen teil.
Die Zensur belegte Anna Boleyn am 27. November 1920 mit einem Jugendverbot. Die Uraufführung des Films fand am 3. Dezember 1920 in den Reform-Lichtspielen in Weimar sowie im Lessing-Theater in Hamburg statt.
Bei der Veröffentlichung von Anna Boleyn auf DVD im Jahr 2006 war der Film mit einer Musik von Javier Pérez de Azpeitia unterlegt. Der restaurierte Film ist wie das Original viragiert.

## Kritik
Die zeitgenössische Kritik lobte, „wie hier in hundert reizvollen Bildern Manuskript und Regie sich verschwistern, so haben Phantasie und Meisterhand Massenszenen gestaltet, die unvergeßliche Eindrücke hinterlassen.“ „Der Film hat Spannung und Knappheit, Logik und Steigerung und das Kulturhistorische ist weise dosiert“, so andere Kritiker. Der Film sei „weit besser geglückt als der ‚Sumurun-Film‘“, weil die Handlung klarer strukturiert sei und Massen- und Einzelszenen geschickt miteinander verwoben seien.
Das Lexikon des internationalen Films bewertete Anna Boleyn als „Dank einer hervorragenden Bildkomposition und der exzellenten Darstellung von Emil Jannings […] beachtenswertes Werk der Stummfilmzeit.“ Positiv hervorgehoben wurden auch die „prunk- und geschmackvolle[n] Kostüme (Ali Hubert) und eine raffinierte Bildkomposition.“